# Constant Detré
Constant Detré (Szilárd Eduard Diettmann, 2 de enero de 1891 - 10 de abril de 1945) fue un artista húngaro. Se instaló en París donde de 1920 a 1940 frecuentó a representantes de la Escuela de París y otros artistas de Montparnasse, varios de los cuales eran emigrados centroeuropeos como él, como Pascin, un buen amigo suyo.

## Comienzos
Debido a la falta de datos, la biografía del artista es difícil de reconstruir. Se ha comprobado con cierto grado de confianza que sus antepasados fueron todos, en diversos grados, artistas de Europa Central. Su bisabuelo Clémens Dittmann fue un escultor que se trasladó de Viena a Budapest a principios del siglo XIX, donde trabajó en varios edificios importantes. Su abuelo Eduard Diettmann (Dittmann) fue escultor y se casó con una mujer húngara. El padre de Constant Detré, Eduard Diettmann, era mecánico de máquinas de vapor, pero murió demasiado pronto para hacerse un nombre como artista.
Detré estudió pintura en Múnich con uno de los más grandes representantes húngaros del naturalismo y el realismo del siglo XIX, el artista húngaro Simon Hollósy, que organizó algunas sesiones de estudio en los Cárpatos para sus alumnos en la escuela privada de pintura que había fundado en la ciudad en 1886.

## Carrera

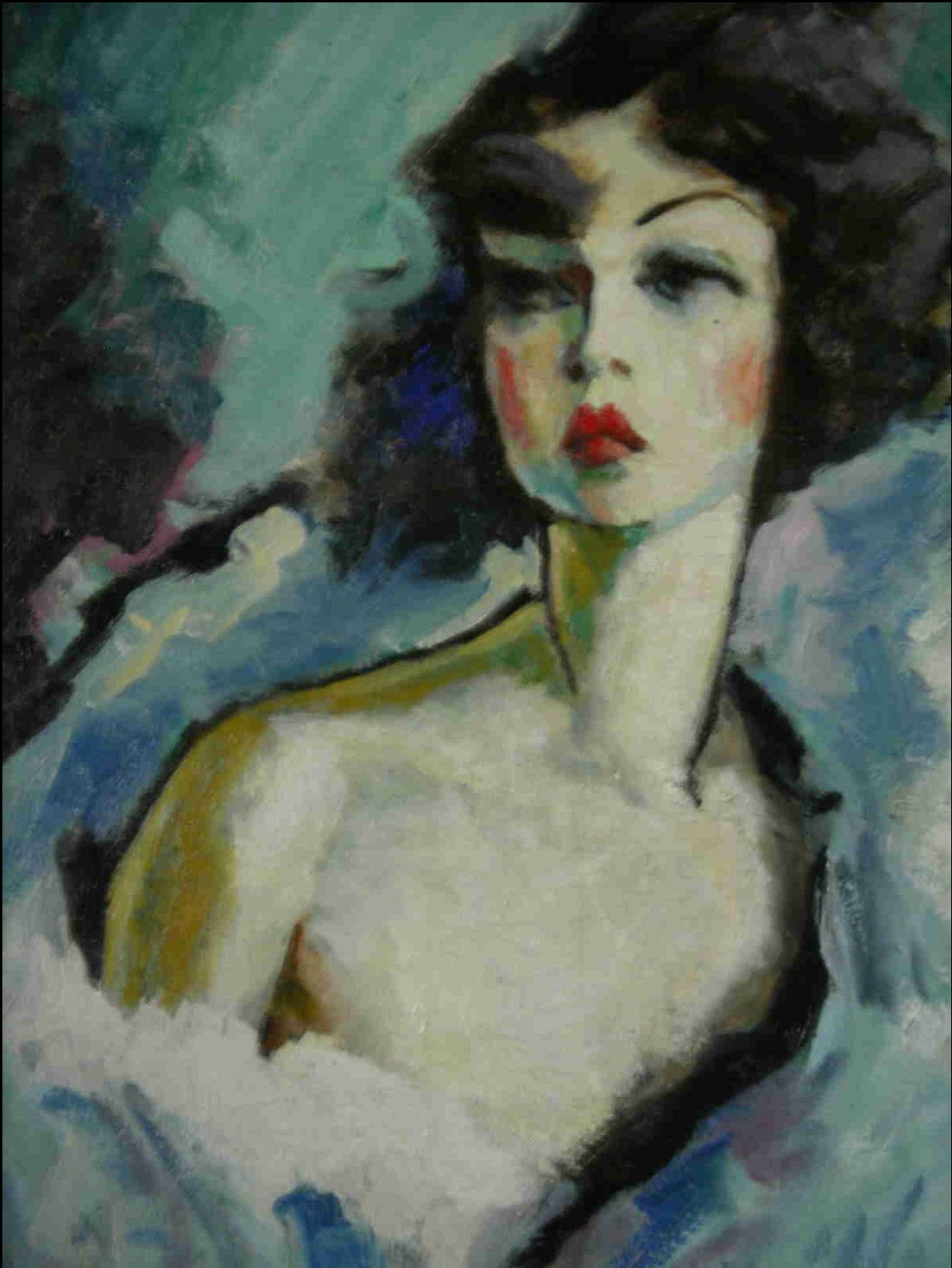
Constant Detré, Retrato de Kiki de Montparnasse

Detré fue a París por primera vez en 1914, antes de regresar a Hungría, de la que se iría poco después, quizás como resultado de la brutal represión anticomunista lanzada por el régimen de Miklós Horthy. Se rumoreaba que un miembro de la familia de la futura esposa de Detré actuaba como "asesor artístico" en el gobierno de Béla Kun, pero de manera informal. En 1919, Detré regresó a Múnich y se convirtió en director de teatro de una compañía de pantomima. Se trasladó a París a tiempo para la Exposition Internationale des Arts Décoratifs et Industriels Modernes de 1925 (Exposición internacional de artes decorativas e industriales modernas). Allí conoció a Henri Matisse, Raoul Dufy, Tsuguharu Foujita, Moïse Kisling, Kiki de Montparnasse (quien posó como modelo para él en varias ocasiones) y fue un amigo cercano de Pascin. Durante la década de 1920, Detré y Pascin se reunían a menudo en Le Dôme y el Jockey-Club de Paris, formando parte de la intrincada vida bohemia de Montparnasse .
Detré se ganaba la vida traduciendo, escribiendo y creando obras para el Théâtre de l'Arc en Ciel con su fundador y compatriota Géza Blattner, un titiritero, pintor, escenógrafo y director de producciones de títeres para adultos húngaro. Marie Vassilieff y otros también participaron.

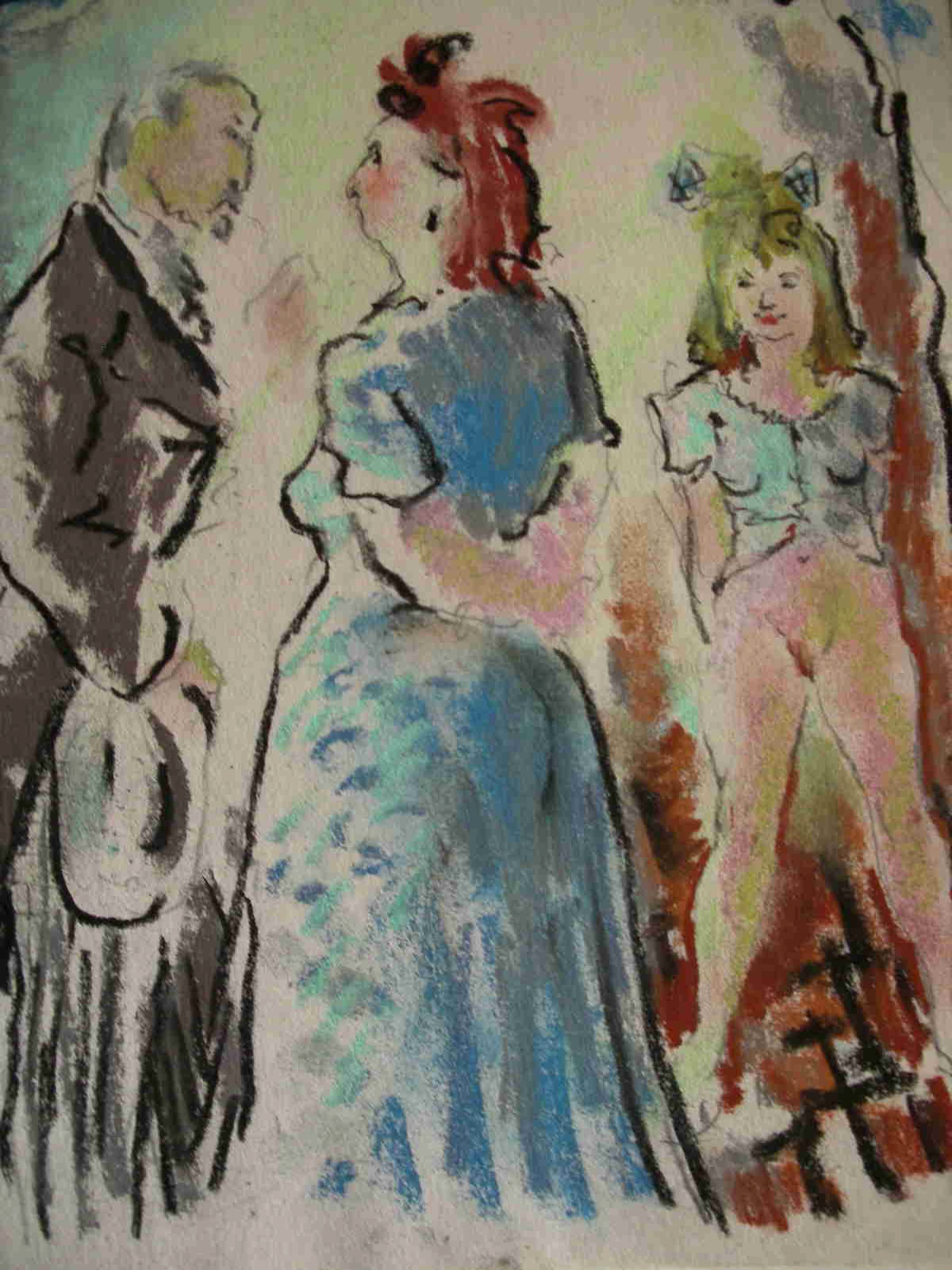
Constant Detré, A La Lanterne, ca. 1925, escena de burdel, pastel sobre papel

Su primer matrimonio con la húngara Marie Mirkovsky terminó en divorcio. El 30 de diciembre de 1933 se casó con Claire Carnat, una joven artista y diseñadora de marionetas de una familia francesa. Se convirtió en ciudadano francés poco antes de la Segunda Guerra Mundial, el 27 de noviembre de 1936.
Detré trabajó como profesor en la Académie Julian, enseñando dibujo al natural, diseño de moda, composición, armonía de colores, fabricación de modelos, arte teatral, diseño de vestuario, historia del teatro, decoración, escenografías, modelado y estudios in situ en teatros de todo París.
Sus dibujos a tinta (Miseries and Cannon Merchants) representan su reacción indignada contra todas las formas de injusticia imperante. Ilustró libros (Thérèse Raquin de Zola). Al igual que Toulouse-Lautrec, se sintió atraído por los burdeles, como se evidencia en sus llamados Dessins à la Lanterne (dibujos con farolillos), que reflejan el estado de ánimo, el sentimiento y su capacidad para comprender la atmósfera durante las décadas de 1920 y 1930 en París.
Los pasteles de Detré (su técnica favorita) muestran un gran virtuosismo y originalidad. Los temas varían desde la crítica social mordaz hasta paisajes coloridos, retratos, escenas domésticas y de burdeles no muy diferentes de las de Toulouse-Lautrec, cuya influencia reconoció. Sin embargo, tenía su propia forma de tratar los temas, con escenas cotidianas ordinarias, pobladas de personajes despreocupados, a veces retraídos, pero siempre vibrantes. De vez en cuando se pintaba a sí mismo como un voyeur que miraba desde dentro del lienzo a sus modelos desprevenidos, "mirando con benevolencia a sus sujetos desde dentro de sus pasteles", según su hija, "representándose a sí mismo como su propio tema, una transferencia bidimensional atemporal. una figura recortada del artista entre sus criaturas de carne y hueso ".
Su obra se encuentra en galerías y casas de subastas, pero menos en museos. En la década de 1960, varias obras suyas fueron subastadas en el Hôtel Drouot de París, y en otros lugares, por la familia del artista y su única hija, de modo que los coleccionistas privados de Europa siguieron viendo ejemplos de su producción. Sus obras se siguen subastando en París en el Hôtel Drouot.
Su hija, Marie-Claire Diettmann-Coutan, ha publicado un libro en su memoria, con testimonios escritos recopilados y reproducciones fotográficas de su obra.

## Otras lecturas
- Henrion, Maurice (January 1968). «Mon Ami Constant Detré». La Vie Parisienne (205).
- «Constant Detre». askart.com.
- Németh, Antal. "Művészi bábjáték törekvések hazánkban" [El arte del teatro de títeres en Hungría]. A bábjátszás Magyarországon [Marionetas en Hungría]. Budapest, 1955.